# Chromadoria
Chromadoria jest to podgromada nicieni, u których to narządy naboczne są spiralne lub typu pochodnego (pierścieniowate, pęcherzykowate). Posiadają one gruczoły ogonowe. Gardziel ich zaopatrzona jest w tylne rozszerzenie. Są to wolno żyjące nicienie lądowe, słodkowodne lub morskie. Rodzaje, jakie tu należą:
- Plectus, Monhystera i Aphanolaimus to organizmy słodkowodne.
- Chromadora, Achromadora i Ethmolaimus mają drobno prążkowany oskórek, który często jest pokryty ornamentacjami.
- Hypodontoloimus, Desmodora i Sprinia to organizmy morskie.